# Sindora galedupa
Sindora galedupa är en ärtväxtart som beskrevs av David Prain. Sindora galedupa ingår i släktet Sindora och familjen ärtväxter. Inga underarter finns listade i Catalogue of Life.